# Campionatul European de Cros din 2000
A 7-a ediție a Campionatului European de Cros s-a desfășurat pe 10 decembrie 2000 la Malmö, Suedia. Au participat 339 de sportivi din 32 de țări.

## Rezultate

### Masculin
| Loc | Sportiv              | Timp  |
| --- | -------------------- | ----- |
|     | Paulo Guerra         | 29:29 |
|     | Serhgei Lebid        | 29:39 |
|     | Driss El Himer       | 29:45 |
| 4   | Lyes Ramoul          | 29:47 |
| 5   | Mustapha El Ahmadi   | 29:47 |
| 6   | José Carlos Adán     | 29:48 |
| 7   | Kamiel Maase         | 29:49 |
| 8   | Tom van Hooste       | 29:51 |
| 9   | José Manuel Martínez | 29:52 |
| 10  | Peter Matthews       | 29:53 |

| Loc | Țară | Puncte                    |
| --- | --- | ------------------------- |
|     | Franța Driss El Himer Lyes Ramoul Mustapha El Ahmadi Yann Millon Lahbib Hanini Fabien Lacan             | 23 3 4 5 11 (20) (31)     |
|     | Spania José Carlos Adán José Manuel Martínez Antonio David Jiménez Juan Gómez Victor López Jesús España | 51 6 9 17 19 (24) (53)    |
|     | Irlanda Peter Matthews Seamus Power Gareth Turnbull Keith Kelly Ken Nason Fiachra Lombard               | 72 10 14 23 25 (55) (67)  |
| 4   | Portugalia Paulo Guerra José Ramos Alberto Maravilha Vítor Almeida Alberto Chaíça Angelo Pacheco        | 74 1 12 13 48 (57) (69)   |
| 5   | Belgia · Tom van Hooste · Mark Vanderstraeten · Tom Compernolle · Jerry Van den Eede · Koen van Rie     | 98 8 22 29 39 (45)        |
| 6   | Regatul Unit Matthew O'Dowd Dominic Bannister Alan Buckley David Taylor Glynn Tromans Spencer Duval     | 103 16 18 32 37 (38) (NT) |

### Feminin
| Loc   | Sportivă                 | Timp  |
| ----- | ------------------------ | ----- |
|       | Katalin Szentgyörgyi     | 16:34 |
|       | Analídia Torre           | 16:35 |
|       | Olivera Jevtić           | 16:39 |
| 4     | Zahia Dahmani            | 16:49 |
| 5     | Kathy Butler             | 16:51 |
| 6     | Monica Rosa              | 16:55 |
| 7     | Anja Smolders            | 16:55 |
| 8     | Liz Yelling              | 16:55 |
| 9     | Anne Keenan-Buckley      | 16:56 |
| 10    | Analía Rosa              | 16:57 |
| [...] |                          |       |
| 18    | Cristina Iloc-Casandra   | 17:04 |
| 19    | Elena Fidatov            | 17:05 |
| 23    | Mihaela Botezan-Prunduș  | 17:10 |
| 31    | Constantina Diță-Tomescu | 17:24 |
| 60    | Cristina Grosu           | 18:10 |

| Loc | Țară | Puncte                |
| --- | --- | --------------------- |
|     | Portugalia Analídia Torre Mónica Rosa Analía Rosa Helena Sampaio Inês Monteiro                                         | 18 2 6 10 (35) (43)   |
|     | Regatul Unit Kathy Butler Liz Yelling Tara Krzywicki Helen Pattinson Hayley Yelling                                    | 33 5 8 20 (25) (30)   |
|     | Germania Michaela Möller Sabrina Mockenhaupt Susanne Ritter Melanie Schulz                                             | 54 13 17 24 (51)      |
| 4   | Belgia · Anja Smolders · Veerle Dejaeghere · Fatiha Baouf · Stefanija Statkuvienė · Anja Buysse                        | 55 7 22 26 (45) (50)  |
| 5   | România · Cristina Iloc-Casandra · Elena Fidatov · Mihaela Botezan-Prunduș · Constantina Diță-Tomescu · Cristina Grosu | 60 18 19 23 (31) (60) |
| 6   | Irlanda Anne Keenan-Buckley Rosemary Ryan Maureen Harrington Niamh Beirne Margaret Mead                                | 60 9 15 36 (61) (65)  |

### Juniori
| Loc   | Sportiv              | Timp  |
| ----- | -------------------- | ----- |
|       | Wolfram Müller       | 18:58 |
|       | Christopher Thompson | 19:00 |
|       | Martin Pröll         | 19:05 |
| 4     | Rui Pedro Silva      | 19:10 |
| 5     | Mickael André        | 19:11 |
| 6     | Bruno Silva          | 19:11 |
| 7     | Mo Farah             | 19:12 |
| 8     | Aleksandr Sekletov   | 19:16 |
| 9     | Henrik Ahnström      | 19:17 |
| 10    | Benoît Charpantier   | 19:26 |
| [...] |                      |       |
| 19    | Ionuț Bură           | 19:38 |

| Loc | Țară                                                                                       | Puncte                |
| --- | ------------------------------------------------------------------------------------------ | --------------------- |
|     | Portugalia Rui Pedro Silva Bruno Silva Adelino Monteiro Nélson Oliveira Bruno Saramago     | 21 4 6 11 (42) (50)   |
|     | Regatul Unit Christopher Thompson Mo Farah Lee McCash Robert Maycock Robert Smith          | 25 2 7 16 (20) (62)   |
|     | Franța Mickaël André Benoît Charpantier Guillaume Éraud Damien Rotier Malik Bahloul        | 30 5 10 15 (23) (25)  |
| 4   | Spania José Manuel Abascal José Manuel Moreno Sergio Sánchez David Solis Juan Martínez     | 48 12 14 22 (32) (34) |
| 5   | Germania Wolfram Müller Jan Förster Florian Neuschwander Torben Everszumrode Sören Lindner | 62 1 30 31 (37) (60)  |
| 6   | Italia Lorenzo Perrone Valerio Gulli Cosimo Caliandro Luca Massimino Cristian Gaeta        | 74 17 24 33 (39) (74) |

### Junioare
| Loc   | Sportivă            | Timp  |
| ----- | ------------------- | ----- |
|       | Jéssica Augusto     | 12:55 |
|       | Nicola Spirig       | 12:56 |
|       | Elvan Can           | 12:56 |
| 4     | Tatiana Ciulah      | 12:56 |
| 5     | Juliet Potter       | 13:02 |
| 6     | Olha Kriviak        | 13:14 |
| 7     | Jane Potter         | 13:14 |
| 8     | Olesia Dubovik      | 13:15 |
| 9     | Colette Fagan       | 13:15 |
| 10    | Türkan Erişmiş      | 13:17 |
| [...] |                     |       |
| 19    | Ane Marie Moutsinga | 13:28 |
| 28    | Cristina Șulea      | 13:38 |
| 36    | Daniela Câmpanu     | 13:47 |
| 51    | Corina Dumbrăvean   | 13:59 |

| Loc   | Țară                                                                                  | Puncte                |
| ----- | ------------------------------------------------------------------------------------- | --------------------- |
|       | Regatul Unit Juliet Potter Jane Potter Collette Fagan Sally Oldfield Jessica Nugent   | 21 5 7 9 (15) (40)    |
|       | Turcia Elvan Can Türkan Erişmiş Arzu Berk Aybüke Kızılarslan                          | 40 3 10 27 (60)       |
|       | Suedia Mia Larsson Ida Nilsson Johanna Nilsson Rebecca Johansson Isabell Ahlström     | 49 12 13 24 (42) (54) |
| 4     | Portugalia Jéssica Augusto Dulce Félix Sonia Fernandes Filipa Coelho Patrícia Pereira | 55 1 23 31 (33) (45)  |
| 5     | Finlanda Ulla Tuimala Elina Lindgren Riina Vilén Anni Tuimala Annukka Ylikantola      | 60 17 18 25 (26) (52) |
| 6     | Ucraina Olha Kriviak Olesia Dubovik Margarita Arțișevska                              | 69 6 8 55             |
| [...] |                                                                                       |                       |
| 8     | România · Ane Marie Moutsinga · Cristina Șulea · Daniela Câmpanu · Corina Dumbrăvean  | 83 19 28 36 (51)      |

## Clasament pe medalii
| Loc   | Țară                 | Aur | Argint | Bronz | Total |
| ----- | -------------------- | --- | ------ | ----- | ----- |
| 1     | Portugalia           | 4   | 1      | 0     | 5     |
| 2     | Regatul Unit         | 1   | 3      | 0     | 4     |
| 3     | Franța               | 1   | 0      | 2     | 3     |
| 4     | Germania             | 1   | 0      | 1     | 2     |
| 5     | Ungaria              | 1   | 0      | 0     | 1     |
| 6     | Turcia               | 0   | 1      | 1     | 2     |
| 7     | Elveția              | 0   | 1      | 0     | 1     |
| 7     | Spania               | 0   | 1      | 0     | 1     |
| 7     | Ucraina              | 0   | 1      | 0     | 1     |
| 10    | Austria              | 0   | 0      | 1     | 1     |
| 10    | Irlanda              | 0   | 0      | 1     | 1     |
| 10    | Serbia și Muntenegru | 0   | 0      | 1     | 1     |
| 10    | Suedia               | 0   | 0      | 1     | 1     |
| Total | Total                | 8   | 8      | 8     | 24    |